# Nordkappmuseet
Nordkappmuseet i Honningsvåg i Nordkapps kommun i Finnmark fylke i Norge visar kustens historia och utvecklingen av turism till Nordkap och Finnmark. Det ingår numera i det 2006 organiserade Museene for kystkultur og gjenreisning i Finnmark, som också har sitt huvudkontor i Honningsvåg.
Nordkappmuseet är också ett lokalmuseum för Nordkapps kommun.
Brødrene Isaksens båtslip i Honningsvåg och Tirpitz-anlegget i Honningsvåg hör till Nordkappmuseet.